# Black ’n Blue
Black ’n Blue ist eine US-amerikanische Glam-Metal-Band aus Portland, Oregon. Sie wurde nach ihrer Gründung recht schnell als das „nächste große Ding“ in den USA gehandelt, aber trotz einer loyalen Fanbasis schafften sie nie den kommerziellen Durchbruch.

## Geschichte
Die Band gründete sich 1979 in Oregon und hieß ursprünglich „Movie Star“. Die Gruppe benannte sich 1980 zunächst in „Loved By Millions“ um und nannte sich ab November 1981 dann „Black ’n Blue“. In Portland wollte man nur Coverversionen hören, was die freie Entfaltung der Band behinderte, weswegen sie 1982 nach Los Angeles zog. Hier tauchte sie zum ersten Mal auf einem Tonträger, nämlich Metal Massacre, einem Independent-Sampler, auf dem auch andere Newcomer wie zum Beispiel Metallica, Ratt und Malice vorgestellt wurden, auf.
Kaum neun Monate in der Glam-Metropole, wurde Don Dokken auf sie aufmerksam und zusammen produzierten sie ein Demo, an dem auch Michael Wagener beteiligt war, der wiederum den Kontakt zu Dieter Dierks herstellte. Im Januar flog die Band zu Aufnahmen nach Köln in Dierks’ Tonstudio. Im selben Jahr veröffentlichte Black ’n Blue ihr selbstbetiteltes Debütalbum bei Geffen Records. Auf dieser Platte ist der vermutlich bekannteste Titel der Gruppe, Hold on to 18, enthalten. Der Nachfolger, nämlich Without Love, wurde im folgenden Jahr veröffentlicht. Der Klang dieses Albums war nicht mehr so rau, wie die Band ursprünglich geklungen hatte, sondern wies eine poliertere, radiotaugliche Produktion auf, was viele Fans verwirrte. Obwohl zwei Titel, Without Love und Miss Mystery, als Singles veröffentlicht wurden, ergab sich kein Charterfolg für die Gruppe, und das Album wurde eher als Enttäuschung betrachtet. Ein dritter Titel von diesem Album, Nature of the Beach, war im Film Vision Quest (deutscher Titel: Crazy for you – Liebe auf der Ringermatte) zu hören und erschien als B-Seite der Madonna-Single Gambler, wurde aber nicht auf dem Soundtrack-Album veröffentlicht.
1986 veröffentlichte sie das von Kiss-Bassist Gene Simmons produzierte Album Nasty Nasty, auf dem Peter Criss und Sebastian Bach mitwirkten. 1988 folgte In Heat, ebenfalls von Simmons produziert, anschließend tourte die Gruppe im Vorprogramm von Yngwie Malmsteen und Lita Ford. Mit beiden Alben versuchte die Gruppe, zu ihrem ursprünglichen, raueren Sound zurückzukehren und damit Erfolg zu haben, doch beide Versuche schlugen fehl, und die Band löste sich 1989 auf.
1997 kamen die fünf Mitglieder der ersten Besetzung von Black ’n Blue zu einem einmaligen Konzert zusammen, das im folgenden Jahr unter dem Titel One Night Only: Live auf CD veröffentlicht wurde.
2003 kam die Band wieder zusammen, allerdings ohne Tommy Thayer, der inzwischen Gitarrist bei Kiss geworden war; Shawn Sonnenschein ist der neue Gitarrist bei Black ’n Blue. Die Gruppe ging auf Tournee und begann mit den Aufnahmen zu einem neuen Album, das Hell Yeah! heißen sollte und für eine Veröffentlichung im September 2003 vorgesehen war. Die Veröffentlichung wurde immer wieder verschoben, zuletzt war ein Release für 2008 geplant, aber weder 2008, noch 2009 wurde Hell Yeah! auf den Markt gebracht. Tatsächlich erschien das Album erst 2011.
Black ’n Blue ist noch aktiv und tritt gelegentlich auf Festivals in den USA auf. Jaime St. James war Ende der 80er-Jahre bei einer Formation namens Wet Engine, Mitte der 90er dann bei Freight Train Jane und nach einem Soloversuch Anfang der 2000er-Jahre von 2004 bis 2007 Sänger bei Warrant; Tommy Thayer ist nach wie vor Gitarrist bei Kiss.
Die Band gab am 8. Dezember 2008 in Originalbesetzung ein Konzert in Portland, um ihren langjährigen Freund Kenny Nordone bei seinem Kampf gegen den Krebs zu unterstützen.
Jaime St. James verließ Warrant 2007 und brachte Black ’n Blue wieder zusammen. Die Band spielte beim Rocklahoma-Festival 2008. 2010 wurde die Gruppe in die Oregon Music Hall of Fame aufgenommen.

## Diskografie
- 1984: Black ’n Blue (Geffen)
- 1985: Without Love (Geffen)
- 1986: Nasty Nasty (Geffen)
- 1988: In Heat (Geffen)
- 1998: One Night Only: Live!
- 2001: The Demos Remastered: Anthology 1
- 2001: Ultimate Collection
- 2002: Live in Detroit 1984
- 2005: Collected (Box-Set)
- 2007: Rarities
- 2011: Hell Yeah